# ولادیمیر کوزلوف
ولادیمیر کوزلوف (روسی: Олег Александрович Прудиус؛ زادهٔ ۲۷ آوریل ۱۹۶۹) کشتی‌گیر کشتی حرفه‌ای، جودوکار، بازیگر تلویزیون، و بازیگر سینما اهل اوکراین است.
از فیلم‌ها یا برنامه‌های تلویزیونی که وی در آن نقش داشته است می‌توان به گرگ مبارز ۲ اشاره کرد.